# Disque articulaire radio-ulnaire distal
Le disque articulaire radio-ulnaire distal (ou ligament triangulaire) est une lame de fibrocartilage triangulaire à base latérale et sommet médial située entre l'ulna et le carpe.
Il est attaché à la base du processus styloïde de l'ulna et au bord inférieur de l'incisure ulnaire du radius. C'est un ligament intra-articulaire de l'articulation radio-ulnaire distale.